# Liberté d'association en droit canadien
En droit canadien, la liberté d'association est garantie en vertu de l'alinéa 2(d) de la Charte canadienne des droits et libertés. Ce droit accorde aux individus le droit de fonder et de maintenir toute sorte d'organisation, ainsi que le droit d'y appartenir. De manière générale, ce droit est utilisé dans le contexte des relations ouvrières où des travailleurs ont le droit de s'associer à un syndicat ou un autre groupe semblable pour représenter leurs intérêts lors des différends ou des négociations avec leurs employeurs.

## Droit de former des associations, droit à la négociation collective et droit de grève
Sur le plan constitutionnel, la Cour suprême du Canada a longtemps adopté une position restrictive sur la liberté d'association de l'article 2d) de la Charte canadienne des droits et libertés. En vertu d'une trilogie d'arrêts rendus en 1987, elle reconnaissait le caractère constitutionnel du droit de former des associations, mais refusait de constitutionnaliser le droit d'exercer les activités de l'association, comme le droit à la négociation collective et le droit de grève. Ces droits n'étaient protégés que par des lois statutaires. La Cour a modifié sa position dans l'arrêt Health Services and Support - Facilities Subsector Bargaining Assn. c. Colombie-Britannique de 2007, où elle reconnaît que la négociation collective est protégée constitutionnellement et que l'interdiction de négocier constitue une entrave substantielle à la liberté d'association. En 2015, la Cour a rendu une nouvelle trilogie d'arrêts sur la liberté d'association, par laquelle elle reconnaît un caractère constitutionnel aux droits qui découlent directement de la liberté d'association, dont le droit de grève et le droit de négocier les conditions de travail.
La principale faiblesse du droit à la négociation collective et du droit de grève en l'état actuel du droit est que, comme ils proviennent d'un revirement jurisprudentiel, il n'est pas entièrement impossible que ces droits soient à nouveau exclus par un hypothétique revirement jurisprudentiel futur qui reviendrait au point de départ où ceux-ci n'étaient pas reconnus du tout.

## Droit corollaire de ne pas s'associer
La liberté d'association inclut également la liberté de ne pas s'associer Dans certaines circonstances, les employés sont obligés de contribuer à un syndicat comme condition de leur embauche (voir Formule Rand). Toutefois, les associations obligatoires ne violent pas automatiquement l'article 2(d). Dans l'arrêt Lavigne, la Cour a jugé que le droit de ne pas s'associer inclut uniquement les cas où l'association appuie des causes qui ne relèvent pas de l'objectif de la représentation ouvrière. De façon plus générale, la Cour suprême a affirmé que le droit n'est violé que lorsque l'association obligatoire impose la « conformité idéologique » La Cour suprême a de plus jugé que la plupart des violations de ce type sont justifiées en vertu de l'article 1, avec pour résultat un droit de ne pas s'associer qui est plus théorique que réel.
Dans R. c. Advance Cutting & Coring Ltd. (2001), la Cour suprême a examiné la validité constitutionnelle d'une loi québécoise obligeant toute personne travaillant au sein de l'industrie de construction de la province à adhérer à l'un des cinq syndicats mentionnés dans la loi. Huit des neuf juges (la juge Claire L'Heureux-Dubé était dissidente) ont jugé que la liberté d'association d'un individu garanti par l'article 2 inclut le droit de ne pas s'associer. Cinq juges ont de plus affirmé que la loi violait ce droit, contre quatre dissidents ; la même majorité (le juge Frank Iacobucci a changé de camp sur ces deux questions) a par contre jugé que la loi était justifiée dans le cadre d'une société libre et démocratique en vertu de l'article 1 et a donc jugé la loi constitionnellement valide.